# Hiệp hội Cá Tra Việt Nam
Hiệp hội Cá Tra Việt Nam là tổ chức xã hội nghề nghiệp phi lợi nhuận của những người và tổ chức, doanh nghiệp hoạt động trong lĩnh vực nuôi, chế biến, xuất nhập khẩu và các hoạt động nghiên cứu, dịch vụ hỗ trợ ngành cá tra tại Việt Nam. Hội có tên giao dịch tiếng Anh là Vietnam Pangasius Association, viết tắt là VINAPA .
Hiệp hội thành lập ngày 03/01/2013 . Điều lệ Hiệp hội hiện hành được Bộ Nội vụ phê duyệt tại Quyết định số 737/QĐ-BNV ngày 13 tháng 6 năm 2013 .
Văn phòng Hiệp hội đặt tại địa chỉ Tầng 6, Toà nhà VCCI, số 12 Hoà Bình, phường An Cư, quận Ninh Kiều, Thành phố Cần Thơ .

## Phạm vi hoạt động
1. Hiệp hội hoạt động trong lĩnh vực cá tra trên toàn quốc, bao gồm các hoạt động liên quan đến nuôi, chế biến, xuất khẩu và nghiên cứu, cung cấp các dịch vụ hỗ trợ ngành công nghiệp cá tra.
2. Hiệp hội tuân theo sự quản lý của Nhà nước, được Bộ Nông nghiệp và Phát triển nông thôn, cùng với các bộ, ngành liên quan đến lĩnh vực hoạt động của Hiệp hội, theo các quy định của pháp luật.

## Nguyên tắc tổ chức, hoạt động
1. Tự nguyện, tự quản
2. Dân chủ, bình đẳng, công khai, minh bạch.
3. Tự bảo đảm kinh phí hoạt động.
4. Không vì mục đích lợi nhuận
5. Tuân thủ Hiến pháp, pháp luật và Điều lệ Hiệp hội.

## Mục tiêu
Mục tiêu Hiệp hội là tập hợp, đoàn kết hội viên, bảo vệ quyền, lợi ích hợp pháp của hội viên, hỗ trợ nhau hoạt động có hiệu quả, góp phần vào việc phát triển kinh tế - xã hội của đất nước. 

## Chức năng - Nhiệm vụ
Chức năng và nhiệm vụ của Hiệp hội được phân ra như sau:
- Tổ chức và thúc đẩy sự đoàn kết giữa các hội viên, tạo điều kiện cho họ làm việc cùng nhau vì lợi ích chung của Hiệp hội. Hiệp hội cũng cam kết thực hiện đúng tôn chỉ và mục tiêu của mình, nhằm tham gia vào sự phát triển của lĩnh vực liên quan đến hoạt động của Hiệp hội, đồng thời đóng góp vào xây dựng và phát triển đất nước.
- Truyền đạt kiến thức và đào tạo cho các hội viên, hướng dẫn họ tuân thủ pháp luật, chế độ, chính sách của nhà nước, cũng như Điều lệ, quy chế, và quy định của Hiệp hội.
- Bảo vệ quyền và lợi ích hợp pháp của hội viên. Hiệp hội đại diện cho hội viên tham gia và đưa ra kiến nghị tới các cơ quan có thẩm quyền liên quan đến các chủ trương và chính sách liên quan đến lĩnh vực hoạt động của Hiệp hội, tuân theo quy định của pháp luật.
- Thực hiện vai trò hòa giải trong việc giải quyết các mâu thuẫn, khiếu nại và tố cáo bên trong Hiệp hội, đồng thời tuân theo quy định của pháp luật.
- Phát triển hội viên, nâng cao cơ sở vật chất và mở rộng phạm vi hoạt động của Hiệp hội. Hiệp hội cũng chú trọng vào việc thiết lập và phát triển quan hệ quốc tế.

## Phương hướng - Nhiệm vụ
- Điều hành sản xuất trong ngành cá tra để đạt được giá trị chuỗi, tạo động viên cho hội viên để sản xuất và xuất khẩu cá tra theo chỉ tiêu hàng năm của Bộ Nông nghiệp và Phát triển Nông thôn. Mục tiêu chính là duy trì ổn định sản lượng, tăng giá trị sản xuất, đảm bảo chất lượng sản phẩm xuất khẩu và nâng tỷ trọng sản phẩm có giá trị gia tăng, từ đó củng cố danh tiếng sản phẩm cá tra Việt Nam trên thị trường thế giới
- Xây dựng mối liên kết thực sự và tạo sự hài hòa trong lợi ích giữa các phần tử trong chuỗi sản xuất của ngành cá tra. Điều này bao gồm việc phát triển các mô hình hoạt động mẫu hiệu quả.
- Tham gia vào quá trình nghiên cứu và đề xuất các chính sách liên quan đến ngành cá tra tới các cơ quan chức năng và Chính phủ. Mục tiêu là thúc đẩy sự phát triển ổn định và bền vững của ngành thủy sản nói chung và ngành cá tra nói riêng.
- Đóng vai trò quan trọng trong việc xây dựng các chính sách và quy định quan trọng ảnh hưởng đến ngành cá tra Việt Nam, đặc biệt là việc thực hiện Nghị định về quản lý sản xuất và xuất khẩu cá tra dự kiến sẽ được ban hành. Hiệp hội sẽ cống hiến để đảm bảo rằng các quy định này hợp lý và hỗ trợ cho ngành.
- Thiết lập một cổng thông tin thị trường xuất khẩu cá tra, cung cấp thông tin quan trọng cho hội viên để họ có thể phát triển chiến lược phù hợp, đáp ứng nhu cầu cung-cầu đối với sản phẩm cá tra, từ đó tối ưu hóa giá trị xuất khẩu.
- Hợp tác chặt chẽ với các cơ quan chuyên môn và tận dụng tài trợ, đồng thời thiết lập các mối quan hệ tích cực với các viện và trường đại học để chuyển giao công nghệ và đào tạo cán bộ, hội viên về kiến thức và kỹ năng cần thiết trong lĩnh vực này.
- Về tổ chức, trong năm đầu thành lập, Hiệp hội tập trung vào các nhiệm vụ chính như
+ Hoàn thiện các quy chế hoạt động của Ban Chấp hành, Ban Kiểm tra, Văn phòng Hiệp hội, Quy chế quản lý tài chính và tài sản của Hiệp hội, cũng như một số quy định liên quan đến các lĩnh vực khác như Ngân hàng, Hải Quan, Thống kê, ...
+ Phân bổ và ủy thác các Ủy viên trong Ban chấp hành để quản lý các Ban chuyên môn dựa trên chức năng và nhiệm vụ đã được đề cập trong Điều lệ.
+ Tạo ra một máy tổ chức cho Văn phòng Hiệp hội, đảm bảo có đủ cán bộ với khả năng triển khai các hoạt động của Hiệp hội.
+ Thành lập các Ban chuyên môn, bao gồm Ban Điều hành sản xuất, chế biến và xuất khẩu; Ban Đối ngoại và Xúc tiến thương mại; Ban Pháp chế và phát triển hội viên; Ban Xây dựng, quản lý chất lượng và thương hiệu...